# Joachim Niklas
Joachim Niklas (* 13. Dezember 1941 in Königsberg (Preußen)) ist ein ehemaliger deutscher Politiker (SPD).
Niklas besuchte ein Gymnasium und legte 1961 das Abitur ab. Er studierte an der Freien Universität in Berlin und schloss 1966 als Diplom-Volkswirt ab. 1967 wurde er Forschungsingenieur beim Institut für Kraftfahrzeuge an der Technischen Universität Berlin und trat im selben Jahr der SPD bei. Ab 1969 arbeitete Niklas als wissenschaftlicher Mitarbeiter beim Deutschen Institut für Wirtschaftsforschung (DIW) und promovierte 1976 als Dr. rer. pol.
1982 wurde Niklas zum Vorsitzenden der SPD Wilmersdorf und bei der Berliner Wahl 1985 in das Abgeordnetenhaus von Berlin gewählt. Bei der folgenden Wahl 1989 wurde er stellvertretender Vorsitzender der SPD-Fraktion im Abgeordnetenhaus. Da er zum Vorstand der Berliner Verkehrsbetriebe (BVG) bestellt wurde, schied er im Juni 1994 aus dem Parlament aus. Seine Nachrückerin wurde daraufhin Sabine Brünig. 2002 endete Niklas’ Vertrag mit der BVG.